# Goniacidalia
Goniacidalia är ett släkte av fjärilar. Goniacidalia ingår i familjen mätare.
Kladogram enligt Catalogue of Life:
| Goniacidalia | \| \| Goniacidalia balmata \| \| \| \| \| \| Goniacidalia furciferata \| \| \| \| |
|              | \| \| Goniacidalia balmata \| \| \| \| \| \| Goniacidalia furciferata \| \| \| \| |
|              | Goniacidalia balmata                                                              |
|              |                                                                                   |
|              | Goniacidalia furciferata                                                          |
|              |                                                                                   |